# Primo lato A
Primo lato A è il settimo album del cantante napoletano Franco Ricciardi, pubblicato nel 1993.

## Tracce
1. Bella signora
2. Nun vene cchiù
3. Ajere
4. Treno
5. Sbattenno 'a porta
6. Prumesse
7. Sera d'inverno
8. 'Na storia